# Helietta glaziovii
Helietta glaziovii är en vinruteväxtart som först beskrevs av Adolf Engler, och fick sitt nu gällande namn av J.R. Pirani. Helietta glaziovii ingår i släktet Helietta och familjen vinruteväxter. Inga underarter finns listade i Catalogue of Life.